# Amurosaurus riabinini
Amurosaurus riabinini Bolotsky and Kurzanov, 1991 era un dinosauro erbivoro appartenente agli adrosauri, o dinosauri a becco d'anatra. Visse nel Cretacico superiore (Maastrichtiano, tra 70,6 e 66,043 milioni di anni fa). I suoi resti fossili sono stati ritrovati in Siberia, nella regione dell'Amur orientale.

## Etimologia
Il nome Amurosaurus significa “lucertola dell'Amur”, dal nome del fiume che segna il confine tra Russia e Cina. L'epiteto specifico, riabinini, si riferisce al paleontologo russo Anatoly Riabinin, che condusse le prime spedizioni per recuperare resti di dinosauri nella regione dell'Amur tra il 1916 e il 1917.

## Descrizione
Questo dinosauro è noto per numerosi esemplari incompleti (principalmente giovani individui) che formarono un vero e proprio “letto d'ossa”, rinvenuto nei pressi della città di Blagoveščensk, lungo il fiume Amur. Ad oggi è stata dissotterrata solo una piccola parte dei fossili, ma i vari esemplari hanno permesso di ricostruire un dinosauro che, in età adulta, doveva raggiungere la lunghezza di sei metri. Il corpo era quello tipico di un dinosauro a becco d'anatra, sorretto da zampe poderose e dotato di una lunga coda appiattita lateralmente. Il cranio è incompleto, ma le ossa immediatamente di fronte alle orbite fanno supporre che vi fosse un'alta cresta, forse simile a quella di Corythosaurus.

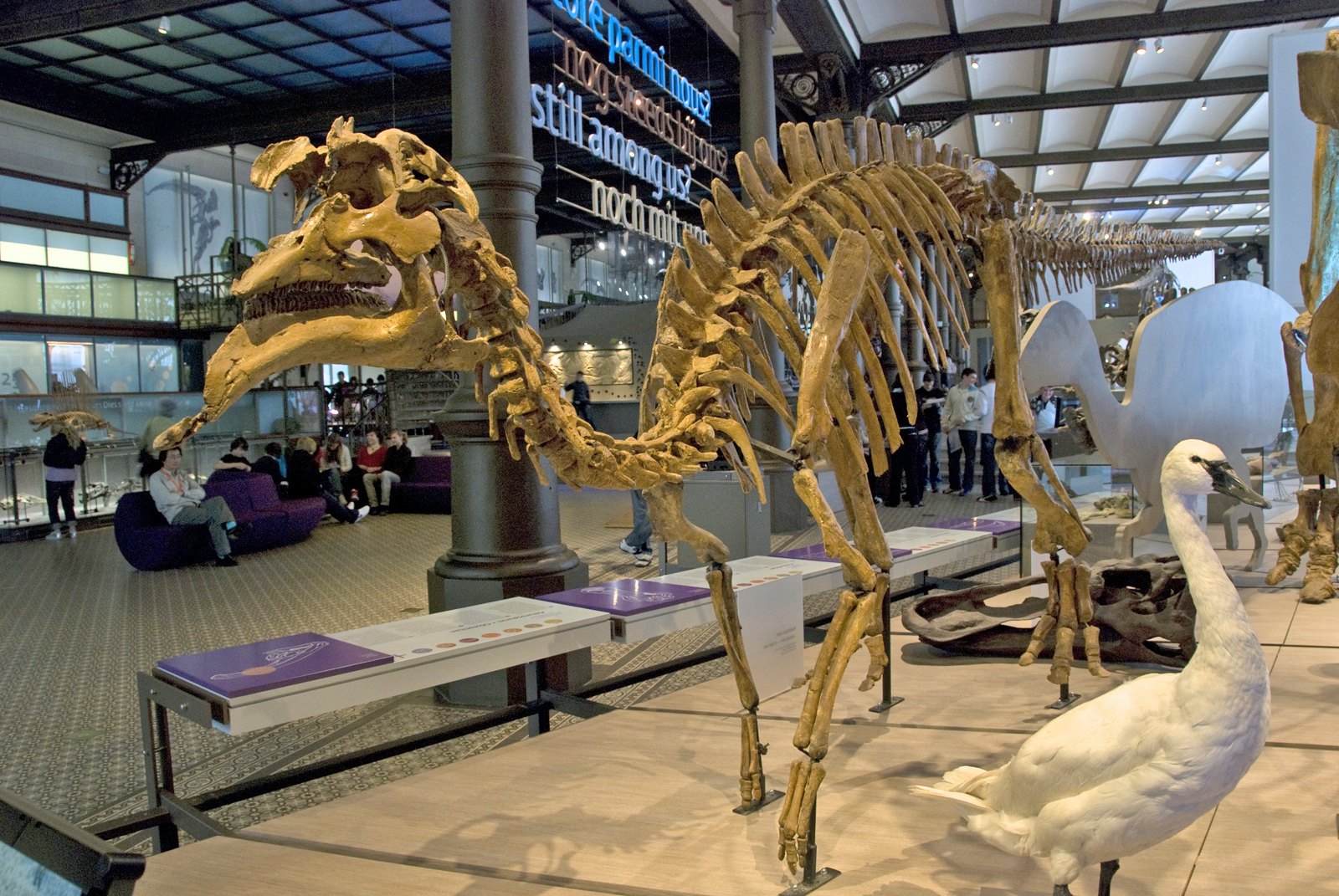
Scheletro di Amurosaurus

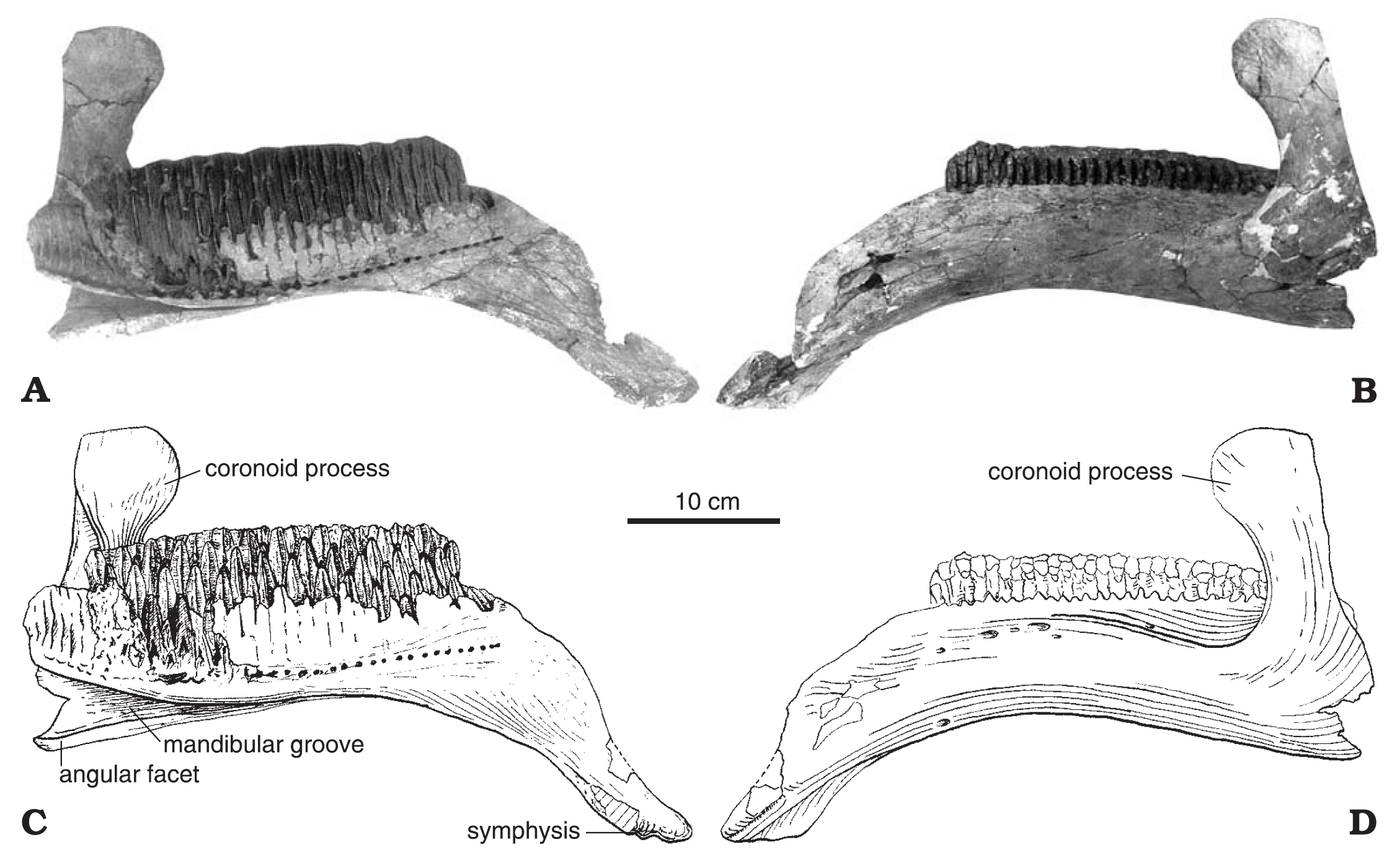
Apparato dentale sinistro

## Classificazione
Le caratteristiche morfologiche di Amurosaurus indicano che questo dinosauro era un rappresentante di quel gruppo di dinosauri a becco d'anatra noti come lambeosaurini, dotati di creste cave alla sommità del capo. Amurosaurus è caratterizzato da vari tratti (autapomorfie) che lo distinguono dagli altri lambeosaurini (ad esempio la forma particolare dell'ulna); i paleontologi ritengono che questo animale fosse un lambeosaurino primitivo, ma più derivato di Tsintaosaurus o Jaxartosaurus. Tutti i lambeosaurini primitivi sono stati scoperti in Asia, e ciò ha condotto all'ipotesi che questi animali si fossero originati in quel continente, per poi diffondersi attraverso l'allora “ponte” di Bering in Nordamerica. Due gruppi derivati, i parasaurolofini (Parasaurolophus, Charonosaurus) e i coritosaurini (Corythosaurus, Nipponosaurus) si evolsero più tardi in entrambi i continenti, ma non sono ancora chiare le modalità della loro diffusione (Suzuki et al., 2004; Godefroit et al., 2004).

## Habitat

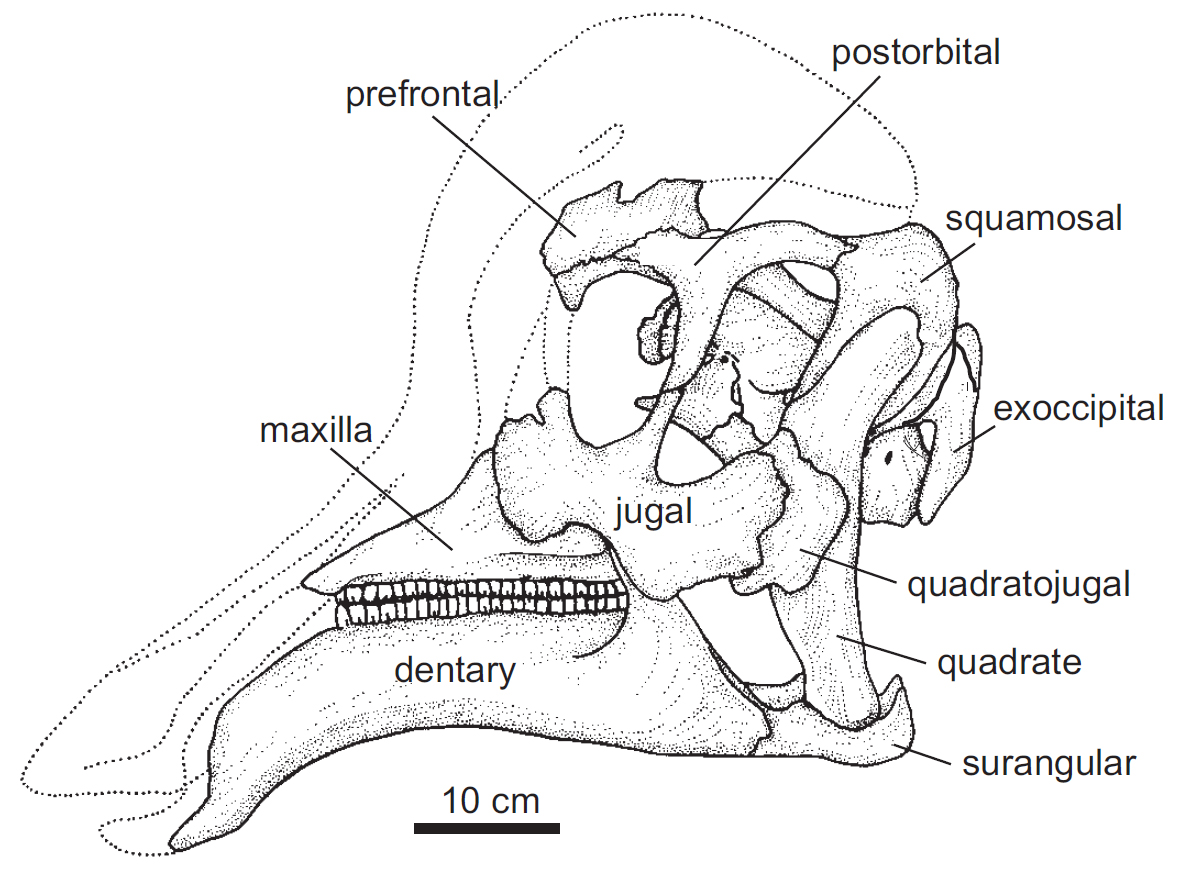
Ricostruzione del cranio Amurosaurus riabinini

La formazione Udurchukan, che ha restituito i resti fossili, si formò nel Maastrichtiano in una regione compresa tra la Siberia orientale e la Cina nordorientale. A quel tempo vi era una pianura alluvionale attraversata da un fiume, e probabilmente vi erano grandi branchi di adrosauridi che pascolavano lungo le rive. Evidentemente un'alluvione fece annegare il branco di Amurosaurus che ci è pervenuto allo stato fossile. Tra i resti sono presenti anche i denti di alcuni dinosauri carnivori, forse saprofagi che banchettavano sulle carcasse, e le rare ossa di un altro dinosauro a becco d'anatra, Kerberosaurus.